# Эланд, Анне
Анне Эланд (дат. Anne Stampe Øland; 16 января 1949, Ассенс — 15 сентября 2015) — датская пианистка.
Родилась в семье учителей, преподававших среди прочего гимнастику. С четырёх лет занималась музыкой, в дальнейшем аккомпанировала юным гимнастам — ученикам своих родителей, в том числе в 1959 г. на гимнастических соревнованиях в Вайле в присутствии короля Фредерика IX. Окончила Королевскую консерваторию в Копенгагене (1977), ученица Германа Коппеля. В дальнейшем совершенствовала своё мастерство под руководством Гвидо Агости, Ханса Лейграфа и Никиты Магалоффа.
Концертировала в Дании с конца 1970-х гг., в 1981 г. дебютировала в лондонском Вигмор-холле. Записала полное собрание фортепианных произведений Карла Нильсена (1988) и все 32 фортепианные сонаты Людвига ван Бетховена (2009).
В 1980—2004 гг. преподавала в Королевской консерватории, затем в Ютландской консерватории в Орхусе. Среди её учеников, в частности, внук её учителя Николай Коппель.
Была замужем за альтистом Хенриком Готхардтом Ольсеном (1944—2012), воспитывала его сына от первого брака Йохана Ольсена, солиста рок-группы Magtens Korridorer. Сестра, Бодиль Эланд (дат. Bodil Øland) — оперная певица и вокальный педагог; её дочь — популярная певица Oh Land. Сын Анны Эланд Фредерик Эланд (род. 1984) — скрипач, вторая скрипка Датского струнного квартета.